# سیسکو (خواننده)
سیسکو (انگلیسی: Sisqó؛ زادهٔ ۹ نوامبر ۱۹۷۸) خواننده، بازیگر تلویزیون و بازیگر سینما اهل ایالات متحده آمریکا است. وی از سال ۱۹۹۵ میلادی تاکنون مشغول فعالیت بوده‌است.
از فیلم‌ها یا برنامه‌های تلویزیونی که وی در آن نقش داشته‌است می‌توان به تکه‌های آوریل، تمومش کن اشاره کرد.